# Broughtonia lindenii
Broughtonia lindenii es una especie de orquídea epífita originaria de  Centroamérica.

## Descripción
Es una orquídea de tamaño pequeño, que prefiere el clima cálido, con hábitos de epífita con pseudobulbos con forma ovoide-cilíndrico  que lleva 1 o 2 hojas apicales, linear-oblongas, obtusas. Florece en una inflorescencia terminal, delgada, erecta a arqueada, a veces ramificada, de 20 a 90 cm de largo  con hasta 12 flores en el ápice que aparecen en el final de la primavera y principios del otoño.

## Distribución y hábitat
Se encuentra en Cuba, Bahamas y las Bermudas?, donde requieren de alta la luz y de humedad, epífita xerófila aparece en los árboles y arbustos en sotos ribereños y bosques de pinos en una elevación desde el nivel del mar hasta los 200 metros.

## Taxonomía
Broughtonia lindenii fue descrita por (Lindl.) Dressler y publicado en Taxón 15: 241. 1966.
Etimología
Broughtonia (abreviado Bro.): nombre genérico nombrado en honor de Arthur Broughton un botánico inglés que recolectó en Jamaica a principios del siglo XIX.
lindenii: epíteto otorgado en honor del botánico inglés John Lindley.
Sinonimia
- Bletia lindenii (Lindl.) Rchb.f.
- Cattleyopsis delicatula Lem.
- Cattleyopsis lindenii (Lindl.) Cogn.
- Cattleyopsis northropiorum Cogn.
- Laelia lindenii Lindl.	basónimo
- Laeliopsis lindenii (Lindl.) Lindl.[4][5]